# Roma-Napoli-Roma
La Roma-Napoli-Roma, conosciuta anche come Corsa del XX settembre e come Gran Premio Ciclomotoristico delle Nazioni, è stata sia una corsa in linea (19 edizioni) che una corsa a tappe (altre 19 edizioni) maschile di ciclismo su strada che si è svolta tra Lazio e Campania dal 1902 al 1961.

## Storia
La corsa ebbe tre diverse denominazioni: Roma-Napoli-Roma dal 1902 al 1914 e dal 1928 al 1954, Corsa del XX Settembre dal 1919 al 1927 e Gran Premio Ciclomotoristico dal 1955 al 1961. Si svolse per 19 edizioni come corsa in linea (1902-1907, 1912, 1914, 1920-1929, 1934) e per altre 19 edizioni come corsa a tappe (1908-1911, 1913, 1919, 1930, 1950-1961).
Costante Girardengo fu il plurivincitore della competizione con cinque vittorie (di cui tre consecutive); a seguire Giovanni Gerbi e Dario Beni con tre successi, Fiorenzo Magni, Bruno Monti e Louis Bobet con due. 

## Albo d'oro
Aggiornato all'edizione 1961.
| Anno                                       | Vincitore                                         | Secondo                                           | Terzo                                             |
| Roma-Napoli-Roma                           | Roma-Napoli-Roma                                  | Roma-Napoli-Roma                                  | Roma-Napoli-Roma                                  |
| ------------------------------------------ | ------------------------------------------------- | ------------------------------------------------- | ------------------------------------------------- |
| 1902                                       | Ferdinand Grammel                                 | Alfredo Jacorossi                                 | Enzo Spadoni                                      |
| 1903                                       | Enzo Spadoni                                      | Angelo De Rossi                                   | Labindo Mancinelli                                |
| 1904                                       | Achille Galadini                                  | Pierino Albini                                    | Ferdinando Grammel                                |
| 1905                                       | Eberardo Pavesi                                   | Giulio Modesti                                    | Alfredo Jacobini                                  |
| 1906                                       | Carlo Galetti                                     | Amadeo Baiocco                                    | Ferdinando Grammel                                |
| 1907                                       | Giovanni Gerbi                                    | Alfredo Jacobini                                  | Umberto Zoffoli                                   |
| 1908                                       | Giovanni Gerbi                                    | Luigi Chiodi                                      | Luigi Ganna                                       |
| 1909                                       | Giovanni Gerbi                                    | Eberardo Pavesi                                   | Pietro Aymo                                       |
| 1910                                       | Mario Bruschera                                   | Luigi Ganna                                       | Carlo Galetti                                     |
| 1911                                       | Dario Beni                                        | Carlo Galetti                                     | Ugo Agostoni                                      |
| 1912                                       | Dario Beni                                        | Giuseppe Santhià                                  | Gino Brizzi                                       |
| 1913                                       | Costante Girardengo                               | Giosuè Lombardi                                   | Luigi Ganna e Carlo Galetti                       |
| 1914                                       | Dario Beni                                        | Ugo Agostoni                                      | Giuseppe Pifferi                                  |
| 1915-18                                    | Non disputato a causa della prima guerra mondiale | Non disputato a causa della prima guerra mondiale | Non disputato a causa della prima guerra mondiale |
| Corsa del XX settembre                     |                                                   |                                                   |                                                   |
| 1919                                       | Alfredo Sivocci                                   | Giuseppe Azzini                                   | Giosuè Lombardi                                   |
| 1920                                       | Angiolo Marchi                                    | Lauro Bordin                                      | Nicola Di Biase                                   |
| 1921                                       | Costante Girardengo                               | Gaetano Belloni                                   | Federico Gay                                      |
| 1922                                       | Costante Girardengo                               | Federico Gay                                      | Emilio Petiva                                     |
| 1923                                       | Costante Girardengo                               | Giuseppe Azzini                                   | Federico Gay                                      |
| 1924                                       | Romolo Lazzaretti                                 | Michele Gordini                                   | Costante Girardengo                               |
| 1925                                       | Costante Girardengo                               | Gaetano Belloni                                   | Adriano Zanaga                                    |
| 1926                                       | Alfredo Binda                                     | Leonida Frascarelli                               | Giuseppe Pancera                                  |
| 1927                                       | Giuseppe Pancera                                  | Michele Gordini                                   | Secondo Martinetto                                |
| Roma-Napoli-Roma                           |                                                   |                                                   |                                                   |
| 1928                                       | Antonio Negrini                                   | Luigi Giacobbe                                    | Pietro Fossati                                    |
| 1929                                       | Gaetano Belloni                                   | Domenico Piemontesi                               | Piero Bestetti                                    |
| 1930                                       | Michele Mara                                      | Raffaele Di Paco                                  | Domenico Piemontesi                               |
| 1931-33                                    | Non disputato                                     | Non disputato                                     | Non disputato                                     |
| 1934                                       | Learco Guerra                                     | Umberto Guarducci                                 | Isidoro Piubellini                                |
| 1935-49                                    | Non disputato                                     | Non disputato                                     | Non disputato                                     |
| 1950                                       | Jean Robic                                        | Fausto Coppi                                      | Louison Bobet                                     |
| 1951                                       | Ferdi Kübler                                      | Guido De Santi                                    | Nedo Logli                                        |
| 1952                                       | Fiorenzo Magni                                    | Stan Ockers                                       | Jean Robic                                        |
| 1953                                       | Fiorenzo Magni                                    | Stan Ockers                                       | Bruno Monti                                       |
| 1954                                       | Bruno Monti                                       | Fausto Coppi                                      | Rik Van Steenbergen                               |
| Gran Premio Ciclomotoristico delle Nazioni |                                                   |                                                   |                                                   |
| 1955                                       | Bruno Monti                                       | Nino Defilippis                                   | Fausto Coppi                                      |
| 1956                                       | Stan Ockers                                       | Bruno Monti                                       | Charly Gaul                                       |
| 1957                                       | Wouter Wagtmans                                   | Miguel Poblet                                     | Aldo Moser                                        |
| 1958                                       | Joseph Hoevenaers                                 | Miguel Poblet                                     | Giuseppe Fallarini                                |
| 1959                                       | Louison Bobet                                     | Gastone Nencini                                   | Armando Pellegrini                                |
| 1960                                       | Louison Bobet                                     | Wout Wagtmans                                     | Carlo Brugnami                                    |
| 1961                                       | Jean Graczyk                                      | Graziano Battistini                               | Hilaire Couvreur                                  |

## Statistiche

### Vittorie per nazione
Aggiornato all'edizione 1961.
| Pos. | Paese       | Vittorie |
| ---- | ----------- | -------- |
| 1    | Italia      | 30       |
| 2    | Francia     | 4        |
| 3    | Belgio      | 2        |
| 4    | Paesi Bassi | 1        |
| 4    | Svizzera    | 1        |